# Sebastian Kehl
Sebastian Walter Kehl, nemški nogometaš, * 13. februar 1980, Fulda, Hesse, Zahodna Nemčija.
Kehl je bivši vezni igralec, ki je večji del kariere igral za Borussio Dortmund. Odigral je tudi 31 tekem za nemško nogometno reprezentanco. 